# Завьялов, Иван Григорьевич
Иван Григорьевич Завьялов (18 (31) января 1907 года, деревня Шипухино, ныне Кимрского района Тверской области — 7 декабря 1999 года, Москва, Российская Федерация) — советский военачальник и военный учёный, генерал-полковник (1980). Доктор военных наук (1975).

## Биография
Русский. Из крестьян. Окончил сельскую школу в 1924 году. С 1924 года работал на колбасной фабрике в городе Кимры Тверской губернии: счетовод, рабочий склада, секретарь месткома.
В Красной Армии с сентября 1929 года. Окончил команду одногодичников 5-го Кавказского стрелкового полка 3-й Кавказской стрелковой дивизии Кавказской Краснознамённой армии в 1930 году (дивизия дислоцировалась в Азербайджанской ССР). С сентября 1930 года — командир взвода в 48-й стрелковой дивизии Московского военного округа (Тверь). С ноября 1931 года — командир взвода полковой школы 150-го стрелкового полка 50-й стрелковой дивизии. С августа 1932 года служил в 80-м отдельном пулемётном батальоне в составе ряда укрепрайонов на Дальнем Востоке: командир взвода учебной роты, с февраля 1934 — командир учебной роты. С октября 1936 года — начальник штаба батальона, а с июля 1938 года — командир батальона в 94-м стрелковом полку 32-й стрелковой дивизии Особой Краснознамённой Дальневосточной армии. Во главе своего батальона участвовал в боях у озера Хасан в июле-августе 1938 года. Проявил отвагу, за что был награждён орденом Красной Звезды.
С января 1939 года был помощником командира 96-го стрелкового полка по строевой части в той же дивизии. В апреле 1939 года был направлен на учёбу. В июне 1941 года окончил Военную академию РККА имени М. В. Фрунзе.
Участник Великой Отечественной войны с июня 1941 года. Майор Завьялов был назначен командиром 860-го стрелкового полка 283-й стрелковой дивизии, которая начала спешно формироваться в Орловском военном округе. С середины сентября 1941 года во главе полка — в действующей армии на Брянском фронте, участвовал в локальных наступательных боях на территории Ямпольского района Сумской области. В ходе начавшегося 30 сентября немецкого генерального наступления на Москву, его полк с дивизией попал в кольцо окружения. Но в ходе Орловско-Брянской оборонительной операции уже в ночь на 5 октября полк и дивизия прорвались из окружения в относительном порядке, и сразу же были поставлены в оборону. После месяца упорных оборонительных боёв 8 ноября 1941 года получил тяжелое ранение в живот.
Несколько месяцев лежал в госпиталях, пережил несколько операций. По состоянию здоровья был признан ограниченно годным к воинской службе и на фронт более не попал. В июле 1942 года был назначен начальником штаба 37-й запасной стрелковой бригады в Приволжском военном округе («Селиксинские лагеря» в Пензенской области). Когда в мае 1944 года бригада была развёрнута в 37-ю запасную стрелковую дивизию, подполковник Завьялов был назначен её начальником штаба. До конца войны занимался подготовкой личного состава для действующей армии.
После войны с декабря 1945 года командовал стрелковым полком, был начальником штаба стрелковой бригады в Приволжском военном округе.
В 1948 году окончил Высшую военную академию имени К. Е. Ворошилова. С 1949 года на протяжении 36 лет служил в Генеральном штабе Вооружённых сил СССР, пройдя там все ступеньки штабной службы. Кроме штабной работы, стал также крупным учёным в области военного строительства, военной доктрины, стратегии и оперативного искусства. Автор свыше 40 научных работ. Доктор военных наук (1975).
За большие заслуги в области военной науки и добросовестную многолетнюю службу в Вооружённых Силах указом Президиума Верховного Совета СССР от 16 февраля 1982 года был награждён орденом «За службу Родине в Вооружённых Силах СССР» 1-й степени. Тем самым стал первым полным кавалером этого ордена, что являлось редчайшей наградой в СССР: их оказалось всего 13.
С 1985 года — в отставке.
Член КПСС с 1931 года.

## Награды
- орден Ленина
- орден Красного Знамени
- два ордена Отечественной войны 1-й степени (21.02.1945, 11.03.1985)
- три ордена Красной Звезды (1938, …)
- ордена «За службу Родине в Вооружённых Силах СССР» 3-х степеней — первый полный кавалер с 16.02.1982, знак за № 1
- медаль «За оборону Москвы»
- медали

ордена и медали иностранных государств
- Орден Красной Звезды (ЧССР)
- Орден «9 сентября 1944 года» I степени с мечами (НРБ, 22.01.1985)
- Медаль «За укрепление дружбы по оружию» в золоте (ЧССР, 1970)
- Медаль «30 лет Халхин-Гольской Победы» (МНР, 15.08.1969)
- Медаль «100 лет Освобождения Болгарии от османского рабства»
- Медаль «100 лет со дня рождения Георгия Димитрова» (НРБ)
- Медаль «За укрепление братства по оружию» (НРБ, 1977)
- Медаль «1300 лет Болгарии» (НРБ, 29.03.1982)
- Медаль «40 лет Победы над гитлеровским фашизмом» (НРБ, 16.05.1985)
- Медаль «За отличную службу в Вооружённых силах» (ВНР, 1978)
- Медаль «За боевое содружество» I степени - золото (ВНР, 20.06.1980)
- Медаль «20-я годовщина Революционных Вооруженных сил Кубы» (Куба)